# Condado de Wyoming (Pensilvânia)
O Condado de Wyoming é um dos 67 condados do Estado americano daPensilvânia. A sede do condado é Tunkhannock, e sua maior cidade é Tunkhannock. O condado possui uma área de 1 048 km²(dos quais 20 km² estão cobertos por água), uma população de 28 080 habitantes, e uma densidade populacional de 27 hab/km² (segundo o censo nacional de 2000). O condado foi fundado em 4 de abril de 1842.